# Euphorbia mangelsdorffii
Euphorbia mangelsdorffii es una especie de fanerógama perteneciente a la familia de las euforbiáceas.  Es originaria de Madagascar.

## Taxonomía
Euphorbia mangelsdorffii fue descrita por Werner Rauh y publicado en Kakteen und Andere Sukkulenten 49(2): 44–45. 1998.
Etimología
Euphorbia: nombre genérico que deriva del médico griego del rey Juba II de Mauritania (52 a 50 a. C. - 23), Euphorbus, en su honor – o en alusión a su gran vientre –  ya que usaba médicamente Euphorbia resinifera. En 1753 Carlos Linneo asignó el nombre a todo el género.
mangelsdorffii: epíteto otorgado en honor del botánico alemán Ralph Daniel Mangelsdorff (1958 - ), quien recolectó en Madagascar.